# Eurydiopsis pachya
Eurydiopsis pachya är en tvåvingeart som beskrevs av Chen och Wang 2006. Eurydiopsis pachya ingår i släktet Eurydiopsis och familjen Diopsidae. Inga underarter finns listade i Catalogue of Life.